# Eurocopter X3
Eurocopter X3 (Eurocopter X³, X-Cube) — экспериментальный гибридный вертолёт (винтокрыл), созданный компанией Eurocopter. Создавался с целью возможности полёта на скорости 410 км/ч.

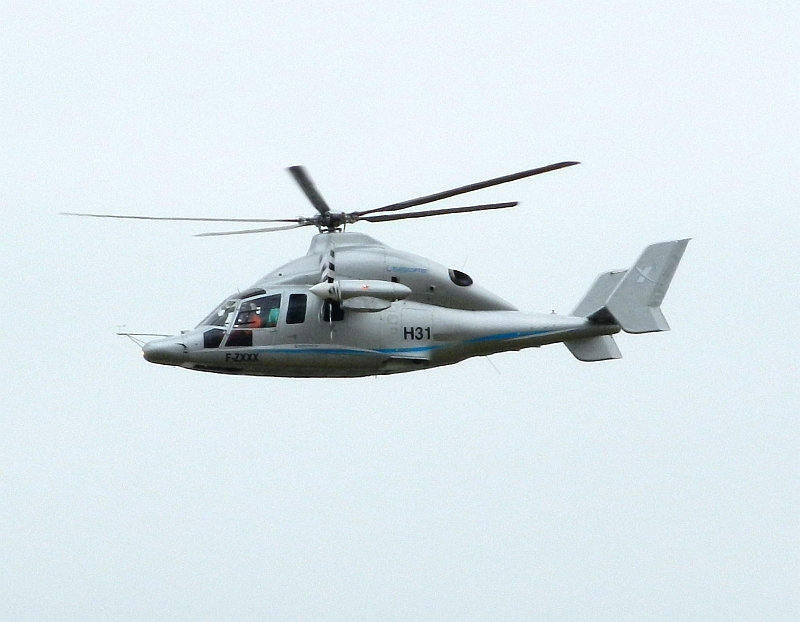

Первый полёт состоялся 6 сентября 2010 года во Франции.
12 мая 2011 года X3 достиг скорости 430 км/ч.
7 июня 2013 года побил мировой рекорд по скорости горизонтального полёта вертолётов, разогнавшись до 255 узлов (472 км/ч).

## Конструкция
Основной несущий винт вертолёта состоит из пяти лопастей, на концах крыльев располагаются дополнительные тянущие пропеллеры также с пятью лопастями.
Хвостовой винт отсутствует, компенсация реактивного момента, возникающего при вращении несущего винта, обеспечивается боковыми пропеллерами.
Силовая установка состоит из двух двигателей Rolls-Royce Turbomeca RTM322.